# ولادیمیر روژیچکا
ولادیمیر روژیچکا (انگلیسی: Vladimír Růžička؛ زادهٔ ۶ ژوئن ۱۹۶۳) بازیکن هاکی روی یخ اهل جمهوری چک بود.
وی همچنین برندهٔ جوایزی همچون جام استنلی شده‌است.
از باشگاه‌هایی که در آن بازی کرده‌است می‌توان به ادمونتون اویلرز اشاره کرد.